# Brasileira (Piauí)
Brasileira é um município brasileiro do estado do Piauí.
Com altitude de 180 metros, o município se localiza à latitude 04°07'54" sul e à longitude 41°46'52" oeste. Sua população estimada em 2010 era de 7 961 habitantes, distribuídos em 880,893 km² de área.

## Localização
| Noroeste: Batalha            | Norte: Piracuruca | Nordeste: São João da Fronteira               |
| Oeste: Batalha               |                   | Leste: São João da Fronteira e Cocal de Telha |
| Sudoeste: Batalha e Piripiri | Sul: Piripiri     | Sudeste: Domingos Mourão                      |

## Galeria

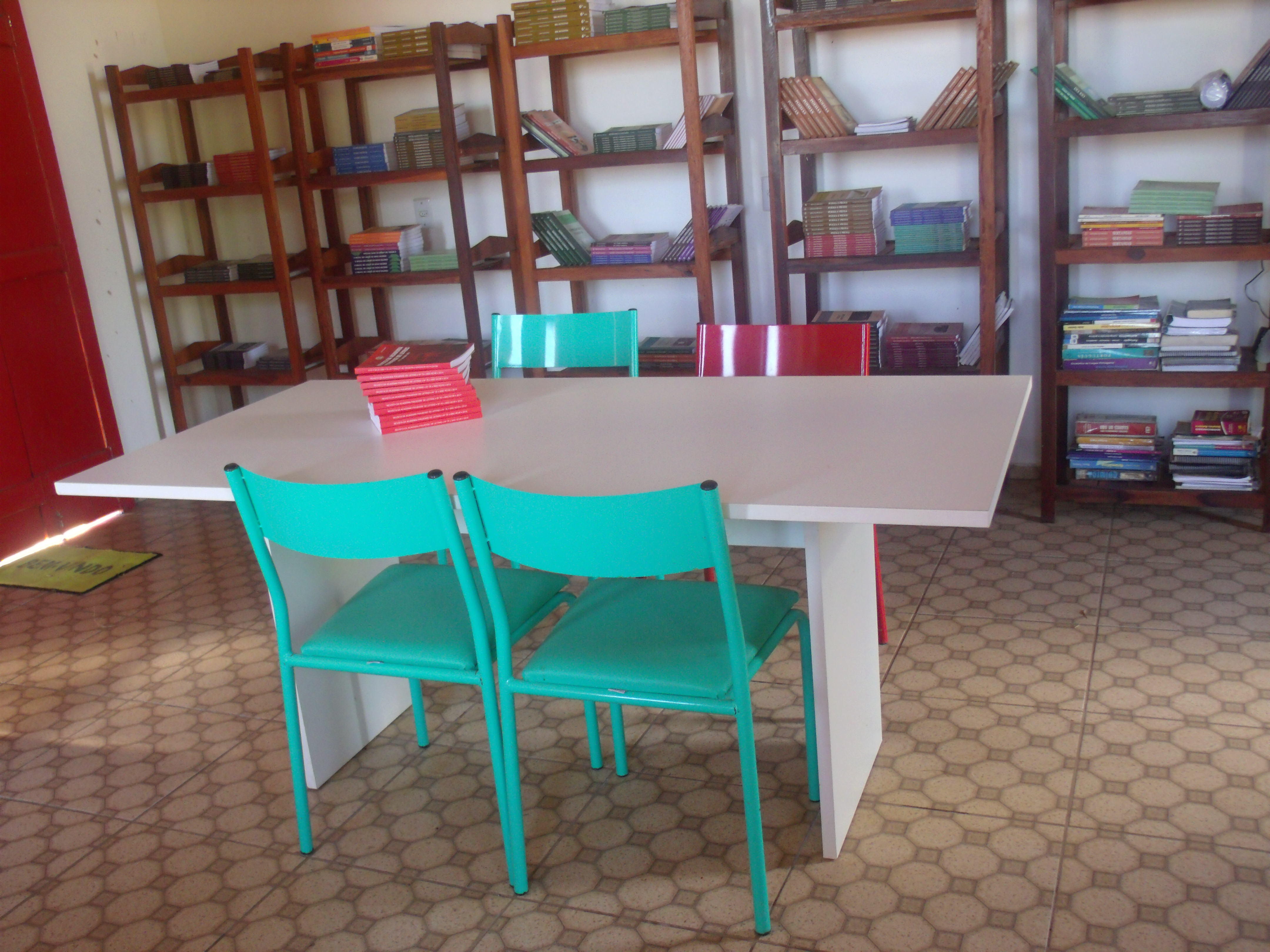
Acervos da Biblioteca Municipal.
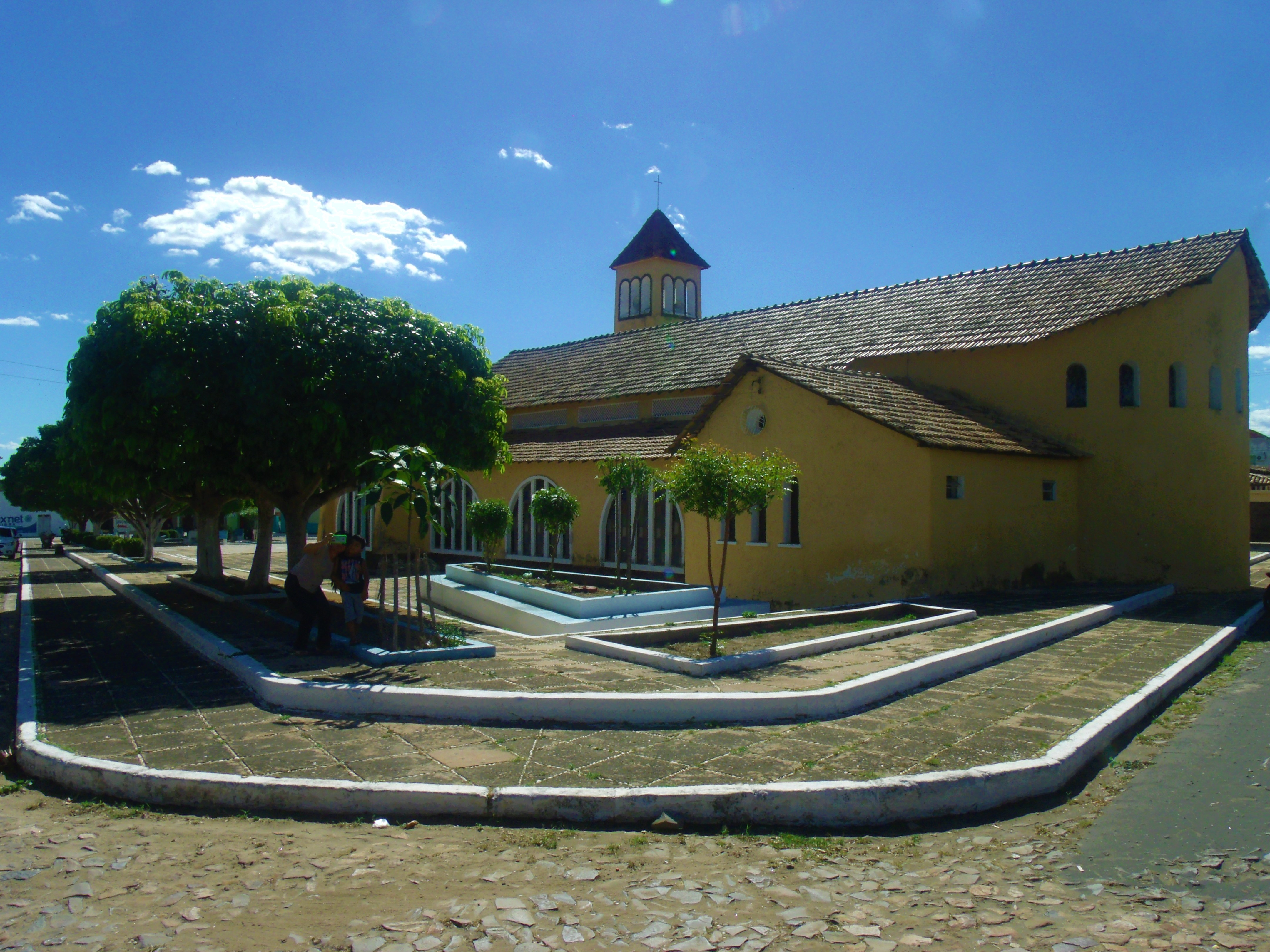
Vista da praça principal.